# El Norra Alila
El Norra Alila is het tweede album van de Israëlische metalband Orphaned Land, uitgebracht in 1996 door Holy Records. Het werd in 2006 heruitgebracht. Het album bracht een boodschap over het samenleven tussen joden en moslims.

## Track listing
1. "Find Your Self, Discover God " – 6:15
2. "Like Fire To Water" – 4:46
3. "The Truth Within" – 4:33
4. "The Path Ahead" – 4:16
5. "A Neverending Way" – 3:14
6. "Takasim" – 1:13
7. "Thee by the Father I Pray" – 3:11
8. "Flawless Belief" – 6:46
9. "Joy" – 0:42
10. "Whisper My Name When You Dream" – 4:35
11. "Shir Hama'Alot" – 5:02
12. "El Meod Na'Ala" – 2:22
13. "Of Temptation Born" – 4:42
14. "The Evil Urge" – 3:28
15. "Shir Hashirim " – 1:58

## Band
- Kobi Farhi - zanger
- Yossi Sasi - gitarist
- Matti Svatitzki - gitarist
- Uri Zelcha - bassist
- Sami Bachar - drummer